# Amathuxidia dilucida
Amathuxidia dilucida är en fjärilsart som beskrevs av Eduard Honrath 1884. Amathuxidia dilucida ingår i släktet Amathuxidia och familjen praktfjärilar. Inga underarter finns listade i Catalogue of Life.